# Ionuț Moșteanu
Liviu-Ionuț Moșteanu (n. 23 decembrie 1973, Ștefănești, România) este un politician român, ce îndeplinește funcția de Ministru al Apărării Naţionale, în Guvernul Ilie Bolojan, din 23 iunie 2025. Acesta a fost ales și deputat de Argeș în 2016, 2020 și 2024 din partea Uniunii Salvați România (USR).
În perioada de opoziție, a fost purtătorul de cuvânt USR și este liderul grupurilor parlamentare USR.

## Educație
Moșteanu a studiat la:
- 1988 - 1992: Liceul “Al. Odobescu” Pitești
- 1992 - 1995: Universitatea “Politehnica” București - Automatică (nu a absolvit)
- 1996 - 1999: Universitatea “Bioterra” - Management (a dat examenul de licență în 2015)
- 2018 - 2020: Universitatea București, Facultatea de Filozofie - ”Filozofie, Politică și Economie - PPE” - master - engleză